# John Emery (Bobfahrer)
John Emery (* 4. Januar 1932 in Montreal; † 21. Februar 2022) war ein kanadischer Bobfahrer. Er wurde 1964 Olympiasieger im Viererbob. Sein jüngerer Bruder Victor Emery war ebenfalls Bobfahrer.

## Karriere
Emery studierte Medizin, daneben war er ein ausgezeichneter Leichtathlet, Boxer und Skirennläufer. Ermuntert durch seinen Bruder, der 1956 als Zuschauer die olympischen Bobrennen in Cortina d’Ampezzo mitverfolgt hatte, begann er 1957 mit dem Bobsport und war Mitbegründer der Laurentian Bobsleigh Association. 1959 nahmen die Emerys erstmals an Weltmeisterschaften teil, wobei der italienische Bobfahrer Eugenio Monti als ihr Mentor auftrat. Die Trainingsbedingungen waren äußerst ungünstig: Das Canadian Olympic Committee verweigerte jegliche Unterstützung, so dass die Kanadier das Anschieben in Sporthallen üben mussten und auf der Bobbahn in Lake Placid nur selten die Gelegenheit zu Trainingsläufen erhielten.
Vor den Olympischen Winterspielen 1964 galten die Österreicher und Italiener als haushohe Favoriten. Das kanadische Viererbobteam, bestehend aus den Emery-Brüdern, Peter Kirby und Douglas Anakin, konnte nur viermal auf der Olympia-Bobbahn Igls trainieren, im Gegensatz zu zahlreichen Konkurrenten, die schon Wochen vorher angereist waren. Völlig überraschend unterboten die Kanadier im ersten Lauf den Bahnrekord, behaupteten sich bis zum Schluss an der Spitze und gewannen die Goldmedaille. Zusammen mit Gordon Currie trat John Emery auch im Zweierbob an und belegte den elften Platz.
Emery beendete daraufhin seine Sportkarriere, ließ sich in San Francisco nieder und wurde ein bekannter plastischer Chirurg. Er blieb weiterhin sportlich aktiv. So nahm er 1979 am Boston-Marathon und 1980 am Ironman Hawaii teil.